# Anna Haslam

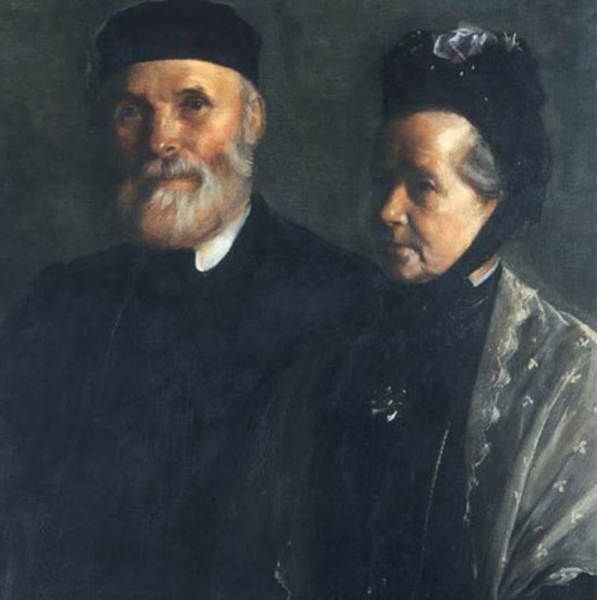
Anna and Thomas Haslam, Ölgemälde, 1908, Dublin City Gallery The Hugh Lane

Anna Maria Haslam, geborene Fisher (* 1829 in Youghal, County Cork; † 28. November 1922 in Dublin) war eine irische Suffragette und Feministin sowie eine bedeutende Persönlichkeit der Frauenbewegung im 19. und beginnenden 20. Jahrhundert in Irland.

## Leben
Anna Maria Fisher wurde 1829 in Youghal als sechzehntes von 17 Kindern des Müllers Abraham Fisher und seiner Frau Jane (geborene Moor) geboren. Die Fishers waren eine Quäkerfamilie mit einem Geschäft in Youghal. Sie waren für ihre Wohltätigkeit bekannt, insbesondere während der großen Hungersnot.
Sie half in Suppenküchen und engagierte sich für den Aufbau der Heimarbeit für Mädchen aus der Gegend, die Klöppeln, Häkeln und Stricken lernten. Sie wurde im Glauben an die Gleichberechtigung von Männern und Frauen erzogen und unterstützte den Kampf gegen die Sklaverei sowie für Abstinenz und Pazifismus. Sie besuchte Quäker-Internatsschulen, die Newtown School im County Waterford und die Castlegate School in York. Anschließend wurde sie Lehrerin an der Ackworth School im Yorkshire. Dort lernte sie Thomas Haslam kennen, der dort unterrichtete und aus Mountmellick im County Laois stammte.
Anna und Thomas Haslam heirateten am 20. März 1854 im Standesamt von Cork. Ihre Ehe war bewusst zölibatär, da sie keine Kinder haben wollten. In späteren Schriften sprach sich Thomas Haslam für die Keuschheit der Männer aus. Anna und Thomas Haslam teilten den Glauben an die Gleichstellung von Männern und Frauen, und er unterstützte ihre Kampagnen und schrieb eigene Texte zu  Prostitution, Geburtenkontrolle oder Frauenwahlrecht. 1868 veröffentlichte Thomas Haslam eine Broschüre mit dem Titel The Marriage Problem, in der er die Idee einer Beschränkung der Familie unterstützte und eine Reihe von Verhütungsmethoden vorstellte. Die Haslams wurden schließlich aufgrund ihrer radikalen Ideen von der Quäker-Gesellschaft ausgeschlossen, blieben aber weiterhin mit der Gemeinschaft verbunden.
Haslam ist heute vor allem durch ihren Einsatz für das Frauenwahlrecht bekannt. Sie nahm an jeder irischen Frauenrechtskampagne des 19. Jahrhunderts teil. Die frühen irischen Frauenrechtsaktivistinnen standen in enger Beziehung zu ihren englischen Kolleginnen und hatten mit denselben Diskriminierungen in den Bereichen Bildung, Beschäftigung, sexuelle Freiheit und politische Beteiligung zu kämpfen. Anna und Thomas Haslam waren Gründungsmitglieder der Dublin Women’s Suffrage Association im Jahr 1876, später in Irish Women’s Suffrage and Local Government Association umbenannt. Die Vereinigung organisierte die Einbringung einer Private member’s bill zur Abschaffung der Diskriminierung „aufgrund des Geschlechts oder der Ehe“ für die Wahl oder das Amt eines Armenvormundes. Aufgrund des Gesetzes von 1896 erhielten Frauen in Irland das Recht, als Mitglieder der Board of guardians gewählt zu werden, die die Armenversorgung verwalteten. Die Vereinigung schrieb sofort an Zeitungen und veröffentlichte Flugblätter, in denen sie das Verfahren zur Registrierung und Kandidatur erläuterte und qualifizierte Frauen ermutigte, sich als Kandidatinnen aufstellen zu lassen. Im Jahr 1900 gab es bereits fast 100 Armenvormundschaften von Frauen. Haslam leitete eine weitere Kampagne der Vereinigung und in der Folge erhielten Frauen das Wahlrecht für die Kommunalwahlen und durften sich als Land- und Stadträtinnen zur Wahl stellen. 1913 trat Haslam als Sekretärin der Vereinigung zurück und wurde zur Präsidentin auf Lebenszeit gewählt.
Eine ihrer langwierigsten Kampagnen betraf die Aufhebung der Contagious Diseases Acts von 1864. Das Gesetz regelte eine staatliche Regulierung der Prostitution in Gebieten, in denen die Armee stationiert war. Das Gesetz erlaubte dabei die Zwangsinternierung von Frauen für bis zu drei Monate, die später auf ein Jahr verlängert wurde. Außerdem wurden die Frauen zwangsweise medizinisch behandelt. Mit dem Gesetz sollte eigentlich die Verbreitung sexuell übertragbarer Krankheiten unter den Soldaten eingedämmt werden. Haslam war gegen das Gesetz, da es ihrer Meinung nach Prostitution legitimierte, Frauen zur Ware machte und das Familienleben untergrub. Nach 18 Jahren Kampagne wurde das Gesetz 1883 und 1886 schließlich aufgehoben.

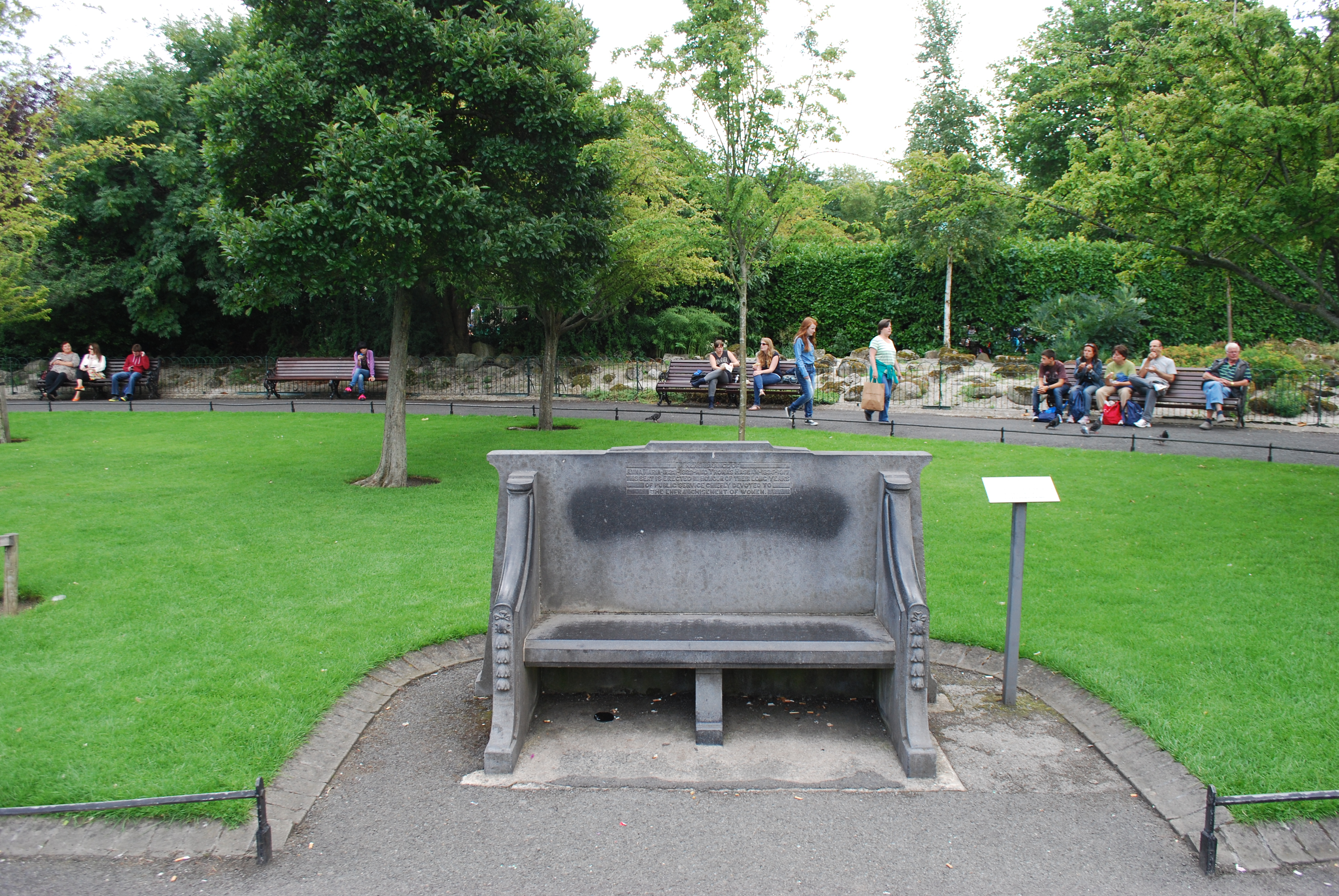
Steinbank zur Erinnerung an Anna und Thomas Haslam, St. Stephen’s Green, Dublin.

Thomas Haslam starb am 30. Januar 1917 in seinem zweiundneunzigsten Lebensjahr. Er erlebte nicht mehr, wie Haslam im Alter von fast 90 Jahren aufgrund des Representation of the People Act von 1918, der einem Teil der Frauen das Wahlrecht für die Unterhauswahl gab und für das sie so lange gearbeitet hatte,  begleitet durch Sarah Cecilia Harrison, der ersten weiblichen Stadträtin von Dublin, an der Britischen Unterhauswahl von 1918 teilnahm. 1922, dem Jahr von Haslams Tod, weitete der irische Freistaat das Wahlrecht auf alle Männer und Frauen über 21 Jahren aus.
Haslam wurde neben ihrem Mann in der gemeinsamen Grabstelle auf dem Friends Burial Ground, dem Quäkerfriedhof in Dublin, beigesetzt.
Ein Gedenkplatz für Anna und Thomas Haslam in Form einer Steinbank wurde 1923 im Volksgarten St. Stephen’s Green in Dublin errichtet mit der Inschrift: „zu Ehren ihrer langjährigen öffentlichen Verdienste, die sie hauptsächlich dem Frauenwahlrecht gewidmet haben“.
Ihr Name und ihr Bild (und die von 58 weiteren Unterstützerinnen des Frauenwahlrechts) befinden sich auf dem Sockel der Millicent-Fawcett-Statue auf dem Parliament Square in London, die 2018 enthüllt wurde.